# Конфликт вокруг Белорусской АЭС
Конфликт вокруг Белорусской АЭС — споры, связанные с постройкой атомной электростанцией в Белоруссии, расположенной в Островецком районе Гродненской области, в 40 км от столицы Литвы Вильнюса.

## Предыстория
Проект строительства Белорусской АЭС впервые рассматривался в конце 1960-х — начале 1970-х годов. Данный вопрос поднимался и в начале 1990-х. Национальной академией наук было определено более 70 потенциальных площадок для размещения станции. В дальнейшем многие площадки отсеялись по различным причинам. В результате, когда в 2006 году к вопросу о строительстве АЭС вернулись, было определено 4 возможных варианта размещения станции: Краснополянская, Кукшиновская, Верхнедвинская и Островецкая площадки. В декабре 2008 года в качестве места строительства определена последняя.
Работы по выемке грунта начались в 2011 году, а само строительство — весной 2012 года. Значительную помощь оказала Россия, которая предоставила стране кредит и своих специалистов.
Физический запуск первого блока АЭС состоялся в августе 2020 года. Официальный запуск первого блока Белорусской АЭС состоялся 7 ноября с участием президента страны Александра Лукашенко.
Лицензия на коммерческую эксплуатацию первого энергоблока выдана в июне 2021 года.

## Позиции сторон

### За
Ещё до строительства власти страны предполагали, что станция сможет окупиться за счёт не только внутреннего потребления энергии, но также экспорта за рубеж. За около 19 лет объект должен полностью окупиться, после чего он начнёт приносить реальную прибыль в республиканский бюджет. Согласно Министерству энергетики Республики Беларусь, работа АЭС позволит вывести к 2025 году около 1 ГВт устаревших мощностей и, согласно Концепции энергетической безопасности Беларуси, к 2035 году на ТЭЦ будет производиться 23,2 миллиарда киловатт-часов электроэнергии (для сравнения, в 2020 году — 31,85 миллиарда киловатт-часов). До строительства Белоруссия производила около 38 миллиардов киловатт-часов, 95 % электроэнергии вырабатывалось из природного газа, импортируемого из России.
Одновременно на фоне планируемого уменьшения потребления газа ожидалось сокращение выброса углекислого газа примерно на 10 миллионов тонн. Бывший вице-премьер Республики Беларусь Владимир Семашко в своё время отмечал, что зависимость от атомного топлива будет безопаснее нефтегазовой зависимости. Также ввод АЭС позволит отказаться от использования самых неэффективных тепловых электростанций.
По мнению аналитика Белорусского центра стратегических исследований Екатерины Речиц, обладание технологиями мирного атома придаст государству вес и влияние на мировой арене. Белоруссия может начать получать преимущества на ресурсном поле и целый комплекс разнообразных выгод. В частности, станция станет базой для более активного индустриального и научно-кадрового развития экономики, средством сдерживания изменений климата. Проект стоит рассматривать не только как значительный шаг в повышении энергетической и национальной безопасности страны, но и как драйвер развития государства в самых разнообразных направлениях.
Ввод в эксплуатацию атомной электростанции и постепенное реформирование ОЭС Белоруссии может привести к заметным изменениям и транспортной системы страны. Производство атомной энергии, стоимость которой в 1,5-2 раза дешевле по сравнению с тепловыми станциями, позволит значительно снизить потребление топливно-энергетических ресурсов железнодорожным транспортом и увеличить маршрутную скорость движения грузовых и пассажирских поездов. Если на 2019 год себестоимость производства электроэнергии в рамках объединённой энергетической системы Беларуси колеблется в пределах от 10 до 11,5 цента за кВт/ч, то при полной загрузке БелАЭС общая себестоимость электроэнергии может снизиться до 9 центов за кВт/ч. Таким образом, произойдёт постепенное удешевление электроэнергии до 15 % не только для жителей страны, но и для всего промышленного комплекса и железнодорожной системы.

### Против
Противники БелАЭС разделяют мнение о том, что её существование создаёт угрозу для людей и для окружающей среды: добыча, переработка и транспортировка урана влекут за собой риск для здоровья людей и наносят ущерб экологии; помимо этого, крайне остро стоит вопрос распространения ядерного оружия, а также остаётся нерешённой проблема хранения радиоактивных отходов. Также проблемным вопросом стала окупаемость станции, ввиду того, что Литовская Республика саботирует экспорт энергии в страны Евросоюза.
Как писалось в оппозиционных белорусских СМИ, ссылавшихся на некоторых экспертов, выбранная площадка для строительства атомной станции неприемлема, так как рядом с АЭС находится разлом земной коры, где в 1909 году якобы было зарегистрировано самое сильное землетрясение на территории страны. Под сомнения ставилась и надёжность всей системы и конструкции станции, поскольку при строительстве допущены ряд нарушений, произошло несколько нештатных ситуаций. Всё это создаёт угрозу аварийной ситуации, что может привести к повторению Чернобыльской катастрофы 1986 года. В это раз под удар попадёт значительная часть Белоруссии и Литвы, в том числе столичный Вильнюс.
В декабре 2021 года журналисты-расследователи со ссылкой на Киберпартизан заявили о получении документов, где были выявлены 18 тысяч недостатков первого энергоблока станции (на ноябрь 2021 года пять тысяч из них не были ликвидированы, а в декабре того же года обновлённый список содержал три тысячи замечаний).
По мнению профессора Института международных отношений и политических наук Вильнюсского университета Раймундаса Лопата, белорусские и российские власти через АЭС стремятся не дать Литве выйти из электрического кольца БРЭЛЛ, позволив ей и другим странам Балтии присоединиться к континентальной европейской системе. Для Литвы само участие в БРЭЛЛ по сути является нарушением конституции страны, где прописано: «… Никогда и ни под каким видом не присоединяться к любым вновь создаваемым на основе бывшего СССР политическим, военным, экономическим или иным союзам либо содружествам государств». С его точки зрения, Россия энергетическую зависимость с лёгкостью превращает в инструмент политической зависимости, который рано или поздно становится оружием в гибридных войнах за доминирование на постсоветском пространстве.

## Ход событий

### Выступление белорусской общественности
26 апреля в Минске проходит ежегодная акция «Чернобыльский шлях», в 2008 году в ней приняло участие около двух тысяч человек. Участники акции развернули растяжки «Атомная энергия — это тупик» и «Мы против ядерного реактора» и скандировали лозунг «Атом мирным не бывает!». Шествие прошло по ставшему традиционным маршруту от Академии наук до площади Бангалор.
26 апреля 2009 года у Академии наук началась новая акция. Там перед тысячью митингующих выступали лидеры оппозиции, они вспоминали жертв Чернобыльской катастрофы, говорили о том, что власти скрывают последствия аварии, выступали против строительства АЭС в Белоруссии. Демонстранты держали в руках транспаранты: «Мы против ядерного реактора», «Альтернатива есть», «Нет заводу ядохимикатов в 25 км от Минска» и прочие плакаты. У Чернобыльской часовни 400 человек провели траурный митинг. Участники митинга помолились за всех жертв Чернобыля и тех, кто живёт на загрязнённых территориях. Акция завершилась исполнением гимна «Магутны Божа» и прошла без задержаний.
26 апреля 2011 года 500 человек собралось в парке Дружбы народов. В ходе митинга его участники приняли три резолюции. Третья резолюция касалась недопущения строительства АЭС в Белоруссии. Митинг завершился молитвой у Чернобыльской часовни. В мае — вышло открытое письмо Минприроды Белоруссии с разъяснением позиции ведомства.
26 апреля 2012 года митингующие собрались у Академии наук, колонна начала движение до площади Бангалор. По пути на митингующих напали неизвестные, сломали древки двух флагов, которые принесли ЛГБТ-активисты, и попросили представителей секс-меньшинств перейти из середины колонны в её хвост. В парке Дружбы народов состоялся митинг, после чего участники акции возложили цветы к Чернобыльской часовне. «Чернобыльский шлях-2012» прошёл под знаком требования отмены строительства Островецкой АЭС и освобождения политзаключённых. После акции было задержано 40 человек.
26 апреля 2016 года в Минске прошёл очередной митинг — вечером митингующие собрались возле кинотеатра «Октябрь», откуда они шли к площади Бангалор. Протестующие скандировали: «Жыве Беларусь!», «Не — АЭС у Беларусі!» и «Атом мирным не бывает», несли плакаты с надписями против строительства Белорусской АЭС. У места проведения митинга — чернобыльской каплицы, сотрудники ОМОНа досматривали приходящих; большинство участников акции отказалось проходить досмотр, митинг закончился у милицейских пунктов пропуска.

### Выступление Литвы
7 мая 2010 года Министерство окружающей среды Литвы распространило официальную позицию по отношению к Белорусской АЭС. По заявлению литовской стороны, «требования международной конвенции Эспоо не соблюдены».
По словам премьер-министра Литовской республики Андрюса Кубилюса, не завершены исследования воздействия на окружающую среду обеих запланированных АЭС в Белоруссии и Калининградской области, Литва будет бороться против атомных электростанций через Европейский союз и ОБСЕ. Предложение Литвы (провести испытания на надёжность всех находящихся в Европейском союзе и за его пределами атомных электростанций) было одобрено Европейским советом
16 августа 2012 года спикер литовского Сейма Ирена Дягутене заявила, что подняла вопрос перед спикерами парламентов стран Прибалтики и Северных стран о необходимости ограничения покупок электроэнергии с Балтийской и Белорусской АЭС.
15 июня 2017 года в Сейме принят закон «О признании небезопасной атомной электростанции в Островецком районе Республики Беларусь, которая представляет угрозу для национальной безопасности, окружающей среды и здоровья населения Литовской Республики».
Весной 2019 года литовский премьер-министр Саулюс Сквернялис призвал превратить строящуюся БелАЭС в электростанцию, работающую на газе. Белоруссия отклонила данное предложение.

### Срыв блокады станции
Литва ещё с 2016 года собиралась блокировать импорт электроэнергии из Белоруссии и пыталась договориться о недопуске электроэнергии с БелАЭС Латвией, Эстонией, Польшей и Финляндией, но эту инициативу поддержала только Польша.
Согласно сообщению министра энергетики Белоруссии Владимира Потупчика, «экспорт электроэнергии в Литву в 2017 году составил 146,5 млн кВт·ч, а только в 1 квартале 2018 г. — уже 381,9 млн кВт·ч», поэтому в Минске посчитали абсурдными заявления литовской стороны о бойкоте поставок электроэнергии с Белорусской АЭС.
К 2025 году страны Балтии планируют отключиться от энергетического кольца с Россией и Белоруссией, так называемого БРЭЛЛ.
Экс-министр энергетики Литвы Арвидас Секмокас считал, что государство не сможет избежать покупки электроэнергии с БелАЭС, будет вынуждена покупать через посредников, например, через Польшу, и никто не сможет догадаться, откуда именно она взята. Как показали события после запуска станции страна не смогла отказаться даже от прямых поставок белорусского электричества из-за его дефицита в Литве. По заявлению от 5 февраля 2021 года главы Минэнерго прибалтийской республики Дайнюс Крейвис, за последние 10 суток через литовско-белорусскую перемычку поступило 154 млн кВт·ч, из них 50 % или 77 млн кВт·ч — это электроэнергия, полученная на БелАЭС, а ещё 50 % — электричество из России. Чиновник рассказал на заседании Комитета национальной безопасности и обороны Сейма Литвы, что энергию Вильнюс по бумагам покупает на латвийской бирже. Однако границу с Латвией электричество не пересекает, а напрямую поступает из Белоруссии. Он отметил, что власти уже потратили 4 млн евро за полученное электричество из Белоруссии, а за год заплатят Минску 120 миллионов евро. Крейвис предположил, что полученные деньги белорусское руководство потратит на постройку второго и третьего энергоблоков, и получится, что Литва сама профинансирует объект.